# Death Note (phim truyền hình 2015)
Quyển số thiên mệnh (デ ス ノ ー ト?) là một bộ phim truyền hình Nhật Bản dựa trên loạt manga bí ẩn hành động siêu nhiên bán chạy nhất - "Death Note", được viết bởi Tsugumi Ohba và được minh họa bởi Takeshi Obata (xuất bản từ tháng 12 năm 2003 đến tháng 5 năm 2006 trên Weekly Shonen Jump). Bộ phim chiếu trên kênh NTV (Nhật Bản) vào ngày 5 tháng 7 năm 2015. Cũng trong tập đầu tiên, phim đã nhận được tỷ suất người xem là 16,9% ở khu vực Kanto.

## Cốt truyện
Yagami Raito là một sinh viên đại học bình thường. Một ngày nọ, cậu nhận được một quyển sổ làm đảo lộn cuộc sống của mình. Quyển sổ thức tỉnh ý thức công lý và khả năng thiên tài tiềm ẩn trong cậu. Cậu trở thành kẻ giết người Kira, dùng quyển sổ để trừng phạt bọn tội phạm hung ác.
L là một thám tử tư nổi tiếng. L nhận định Kira là kẻ xấu và quyết tâm bắt Kira. Sau đó, N, một người có vẻ ngoài xinh đẹp nhưng vô cùng nguy hiểm, xuất hiện.

## Diễn viên
- Kubota Masataka trong Yagami Raito
- Yamazaki Kento trong L Lawliet
- Fukushima Jun lồng tiếng Ryuk
- Nishino Daisaku trong tạo hình nhân vật Ryuk
- Yūki Mio trong Nate River/Mihael Keehl
- Sano Hinako trong Misa Amane
- Matsushige Yutaka trong Yagami Sōichirō ,bố của Raito
- Fujiwara Reiko trong Yagami Sayu ,em gái của Raito
- Maeda Gōki trong Matsuda Tōta
- Yuge Tomohisa trong Aizawa Shūichi
- Satō Jirō trong Mogi Kanzō
- Seki Megumi trong Himura Shōko (日村 章子 Himura Shōko)/Halle Lidner
- Hankai Kazuaki trong Watari
- Oshinari Shugo trong Mikami Teru